# Amt Freienstein
Das Amt Freienstein war ein Amt der Grafschaft Erbach und im Großherzogtum Hessen. Namensgebend war die Burg Freienstein.

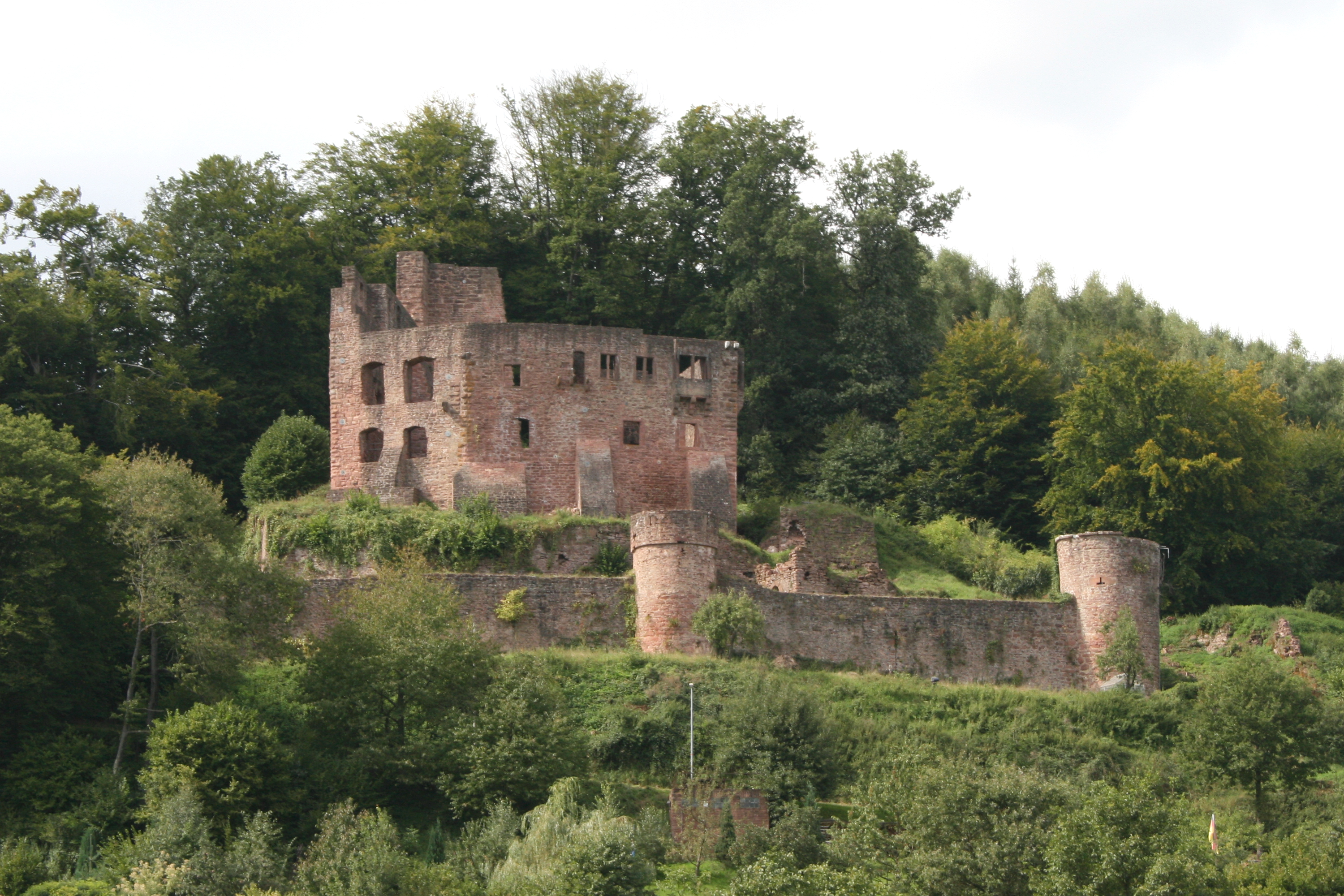
Burg Freienstein

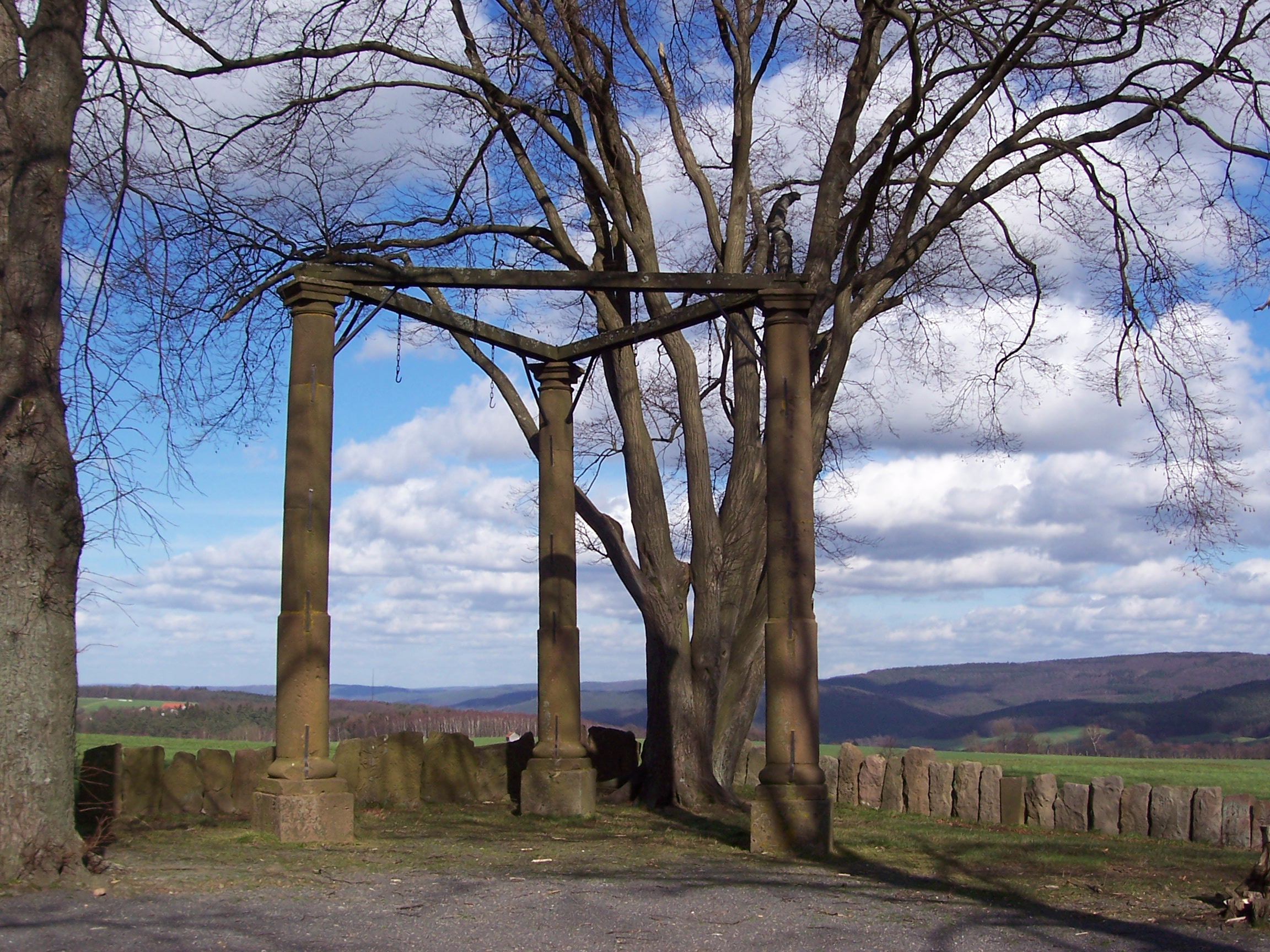
Beerfelder Galgen

## Funktion
In der Frühen Neuzeit waren Ämter eine Ebene zwischen den Gemeinden und der Landesherrschaft. Die Funktionen von Verwaltung und Rechtsprechung waren hier nicht getrennt. Dem Amt stand ein Amtmann vor, der von der Landesherrschaft eingesetzt wurde. 

## Geschichte
Die Zent Beerfelden (oder Obercent) war ein mittelalterlicher Gerichts- und Verwaltungsbezirk. Zeuge dieses Zentgerichts ist der Beerfelder Galgen, der größte und besterhaltene im Bundesgebiet. Sie war ursprünglich Teil der Mark Heppenheim und mit dieser Besitz des Klosters Lorsch. Im Rahmen der Auseinandersetzungen zwischen den Pfalzgrafen, den Schenken von Erbach und Kurmainz kam die Cent an Erbach.
Die Obercent umfasste Beerfelden, Hetzbach, Schöllenbach, Hohberg, Ober-Sensbach, Unter-Sensbach ober der Linde, Gammelsbach, Airlenbach, Olfen, Etzean, Ober-Finkenbach, Falken-Gesäß, Hinterbach und Raubach. Zum Amt Freienstein gehörten weitere Orte, an denen Erbach nur die Vogtei hatte, die jedoch hochgerichtlich anderen Centen zugeordnet waren. Zur Cent Eberbach (Pfalz) gehörten Unter-Sensbach unter der Linde und Hebstahl. Hesselbach, Kailbach und Galmbach gehörten zur Mudauer Cent (Kurmainz). Zur Obercent gehörten noch folgende Orte, die nicht dem Amt Freienstein, sondern dem Amt Fürstenau zugeordnet waren: Güttersbach, Hiltersklingen und Hüttenthal.
Bei der Teilung der Grafschaft 1718 gelangte das Amt Freienstein in den Besitz der Grafen von Erbach-Fürstenau. Hier galt das Erbacher Recht und – subsidiär – das Gemeine Recht, wenn das Erbacher Recht für einen Sachverhalt keine Regelung bot. Diese Rechtslage wurde erst zum 1. Januar 1900 von dem einheitlich im ganzen Deutschen Reich geltenden Bürgerlichen Gesetzbuch abgelöst.
Mit der Rheinbundakte 1806 wurde die Grafschaft Erbach Teil des Großherzogtums Hessen und hier der Provinz Starkenburg. Der Graf von Erbach-Fürstenau übte jedoch weiterhin in dem von ihm zuvor regierten Gebiet Hoheitsrechte aus, das staatliche Gewaltmonopol war hier geteilt.
Ab 1821 kam es zu einer Justiz- und Verwaltungsreform, mit der auch die Trennung der Rechtsprechung von der Verwaltung auf unterer Ebene umgesetzt wurde. Die Ämter wurden aufgelöst, ihre Aufgaben hinsichtlich der Verwaltung neu gebildeten Landratsbezirken, die erstinstanzliche Rechtsprechung Landgerichten übertragen. In den „Souveränitätslanden“, in denen die Rechte der Standesherren dominierten, war das nicht ohne weiteres möglich. Hier schufen erst Vereinbarungen zwischen den adeligen Inhabern dieser Rechte und dem Staat die Grundlage für die Reform. Im Odenwald dominierten diesbezüglich die Grafen von Erbach. Ein entsprechendes Abkommen kam 1822 zustande. Der Kompromiss beinhaltete, dass die Standesherren ihre Rechte weiter ausübten, die Struktur, in der das geschah, aber der staatlichen angeglichen wurde. Daraufhin wurden der Großherzoglich Hessische Gräflich Erbach Erbach und Gräflich Erbach Fürstenauische Landraths-Bezirk Erbach und die Landgerichte Beerfelden und Michelstadt eingerichtet. Das Amt Freienstein wurde damit aufgelöst. Seine Verwaltungsaufgaben übernahm nun der Landratsbezirk Erbach, die Rechtsprechung das Landgericht Beerfelden.

## Umfang
Zu dem Amt Freienstein gehörten die Ortschaften
- Airlenbach
- Beerfelden
- Etzean
- Falken-Gesäß
- Galmbach (Eduardsthal)[Anm. 1]
- Gammelsbach
- Hebstahl
- Hesselbach
- Hetzbach
- Hinterbach
- Hohberg (Hof)[6]
- Kailbach
- Krähberg (Jagdhaus)
- Leonhardshof[7]
- Ober-Finkenbach
- Ober-Sensbach
- Olfen
- Raubach
- Schöllenbach
- Unter-Sensbach